# 茨城県立明野高等学校
茨城県立明野高等学校（いばらきけんりつあけのこうとうがっこう）は、茨城県筑西市に所在する公立の高等学校。

## 概要
1977年（昭和52年）に創立され、創立3年目の1979年（昭和54年）には野球部が夏の甲子園に茨城県代表として初出場し1勝をあげた。更に1984年（昭和59年）のセンバツにも関東地区代表として出場した。
クラス数は創立時は1学年4学級で、その後は増加し、1988年（昭和63年）度と1991年（平成3年）度にはピークの8学級に達した。その後は一転して減少、2021年（令和3年）度に1学級となった。
2024年（令和6年）1月、茨城県教育委員会より、真壁高等学校（桜川市）との統合が発表された。統合理由は少子化等で著しい定員割れが続いたことで、発表によれば2024年春を最後に生徒募集を停止し、創立50年目にあたる2026年度末（2027年3月）に閉校となる予定である。

### 教育目標
1. 学問を愛し、豊かな人間性を養い、創造的・客観的思考力を育てる。
2. 自主性に富み、強い意志と実践力とを身につける。
3. 勤労愛好の精神を身につけ、自分等の学ぶ学園および地域社会に感謝しつつ奉仕する態度を養う。
4. 心身の鍛練につとめ、体力の増進と個性の伸長をはかり、心身ともに健康な人を育てる。

- 校訓

明日につながる豊かな知性と愛情を深め，たくましい心身を養い有為な人となろう

## 沿革
- 1977年 - 茨城県立明野高等学校として開校する。格技場・自転車置き場、本館（教室棟）竣工。開校式挙行。
- 1978年 - 体育館竣工。
- 1979年 - 運動場整備、正門、ロータリー竣工。
- 1980年 - 甲子園出場記念碑建立、校歌碑建立。
- 1982年 - プール竣工 本館教室棟・特別教室棟増築竣工、渡り廊下竣工。
- 1984年 - 第56回選抜高校野球大会関東地区代表として甲子園出場、共同宿泊所竣工、甲子園出場記念碑建立（選抜）。
- 1985年 - 室内野球練習場竣工。
- 1986年 - 創立10周年記念式典挙行。
- 1994年 - 国旗掲揚塔竣工。
- 1996年 - 校内舗装整備工事、創立20周年記念式典挙行。
- 2006年 - 創立30周年記念式典挙行。
- 2016年 - 創立40周年記念事業。

## 設置学科
- 普通科（商業・情報コース、スポーツコース、生活コース、進学コース）

## 出身者
- エドゥアルド・ユウジ・サントス（柔道選手）